# Dél-morvaországi kerület
Koordináták: é. sz. 49° 11′ 25″, k. h. 16° 36′ 21″49.190278°N 16.605833°E
A Dél-morvaországi kerület (csehül Jihomoravský kraj, 2001-ig Brnói kerület) Közép-Morvaország déli és kisebb részt középső részét öleli fel – kivétel ez alól Jobova Lhota település, amely a történelmi Csehországhoz tartozik, Valticko és az ún. Thayai háromszög (Břeclavi-kiszögellés, csehül Dyjský trojuhelník), amelyek 1920-ig Alsó-Ausztriához tartoztak.
Székhelye Brno, mely az ország második legnagyobb városa, és jelentősége – valamint bizonyos esetekben a hatásköre – túlmutat a kerületi határokon.

## Földrajz
Nyugaton a Dél-csehországi és a Vysočina kerülettel, északon a Pardubicei és az Olomouci kerülettel, keleten a Zlíni kerülettel, délkeleten a Trencséni kerülettel (Szlovákia) és a Nagyszombati kerülettel (Szlovákia), délről pedig Alsó-Ausztriával (Ausztria) határos.
Nyugaton és északnyugaton a Cseh–Morva-dombság részei, mint például a Drahanyi-dombság és a Morva-karszt terülnek el, keletről pedig a Kárpátok nyúlványai hatolnak be. Ezeket egymástól a Délmorva-medence választja el. A terület legmagasabban fekvő hegysége a Fehér-Kárpátok részét képezi.
A Morva folyó közvetítésével vízrajzilag e terület a Duna vízrendszeréhez tartozik. Hozzá csatlakoznak még a Thaya (csehül Dyje), Svratka és a Svitava.
Természetvédelmi területeknek számítanak a Fehér-Kárpátok, a Morva-karszt, a Pálava és a Thaya egyes részei.

## Járások

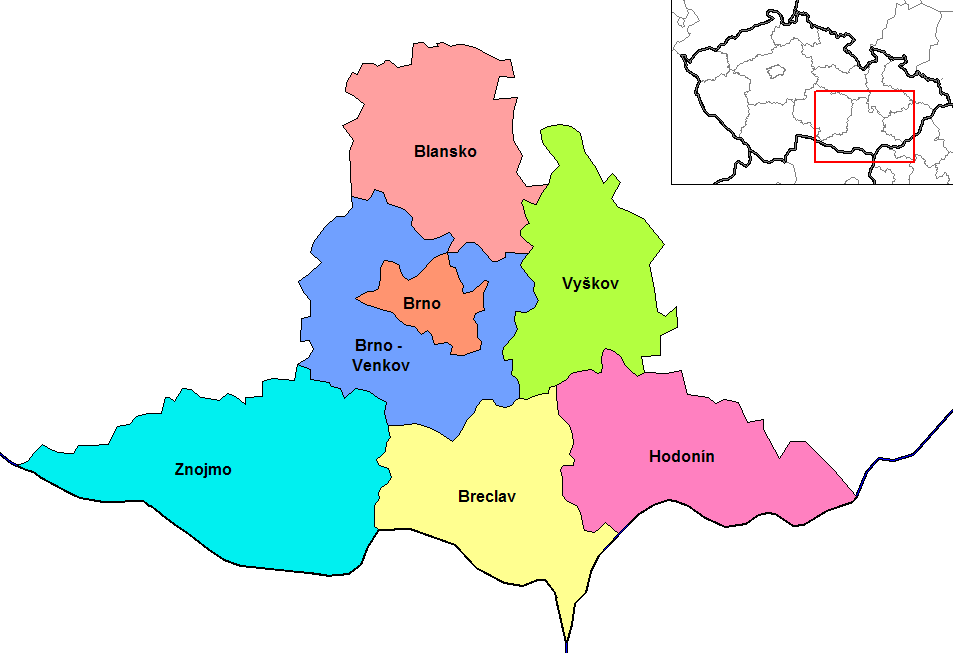
A Dél-morvaországi kerület járásai

2005. január 1-jétől, a legutóbbi kerülethatár-módosítás óta a területe 7196 km², melyen 7 járás osztozik:
| Név (Cseh név)                        | Jel        | Székhely | Népesség (fő, 2010) | Terület (km²) | Népsűrűség (fő/km²) | Községek száma |
| ------------------------------------- | ---------- | -------- | ------------------- | ------------- | ------------------- | -------------- |
| Blanskói járás (Okres Blansko)        | BK         | Blansko  | 107 454             | 943           | 114                 | 130            |
| Brno városi járás (Okres Brno-město)  | BM, BS, BZ | Brno     | 370 505             | 230           | 1 611               | 1              |
| Brno-vidéki járás (Okres Brno-venkov) | BO, BI     | Brno     | 161 269             | 1 108         | 146                 | 137            |
| Břeclavi járás (Okres Břeclav)        | BV         | Břeclav  | 123 265             | 1 173         | 105                 | 69             |
| Hodoníni járás (Okres Hodonín)        | HO         | Hodonín  | 158 602             | 1 086         | 146                 | 81             |
| Vyškovi járás (Okres Vyškov)          | VY         | Vyškov   | 86 636              | 889           | 97                  | 81             |
| Znojmói járás (Okres Znojmo)          | ZN         | Znojmo   | 114 061             | 1 637         | 70                  | 148            |

## Települések

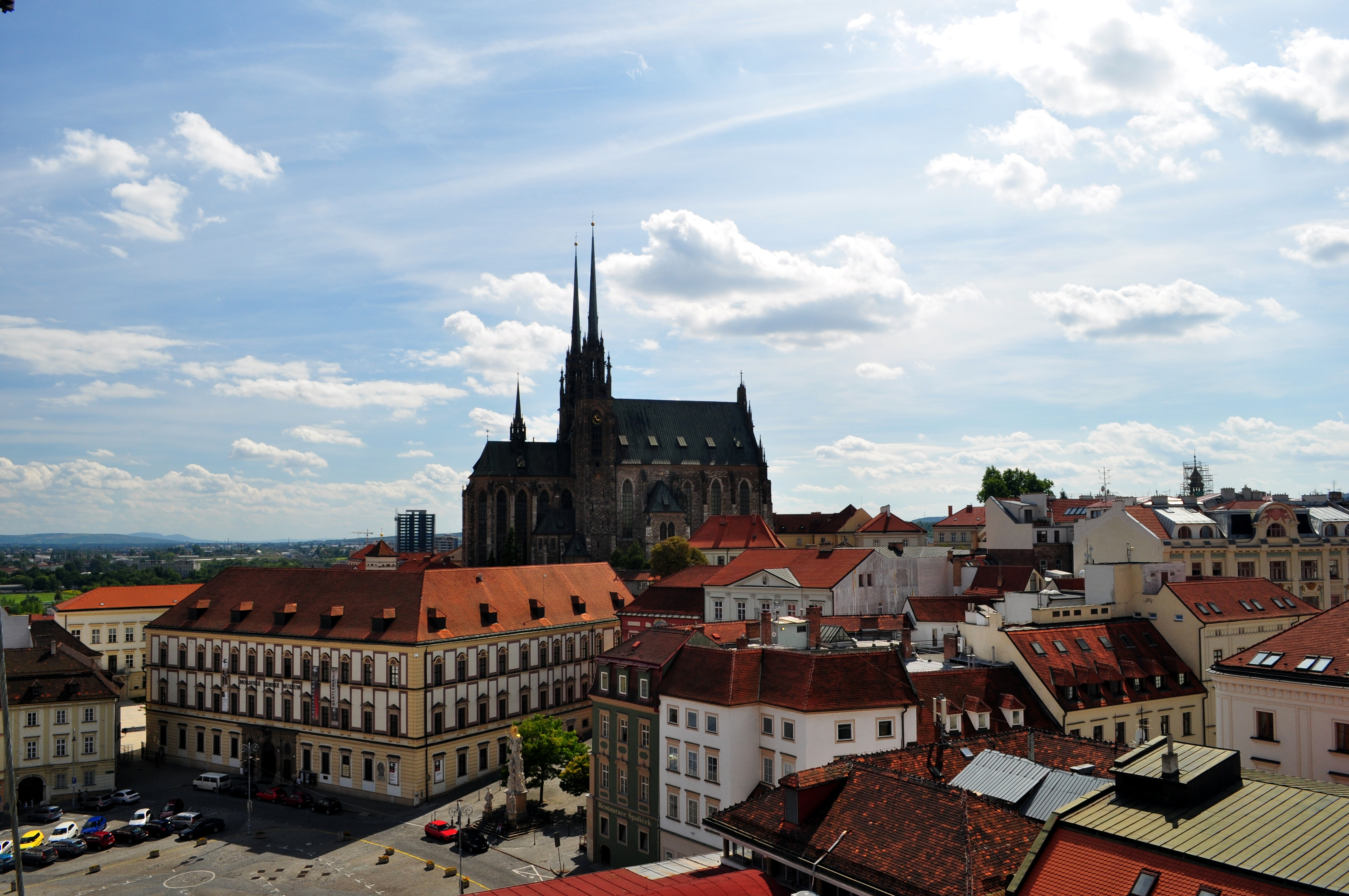
Szent Péter és Pál-székesegyház a kerület központjának számító Brnóban

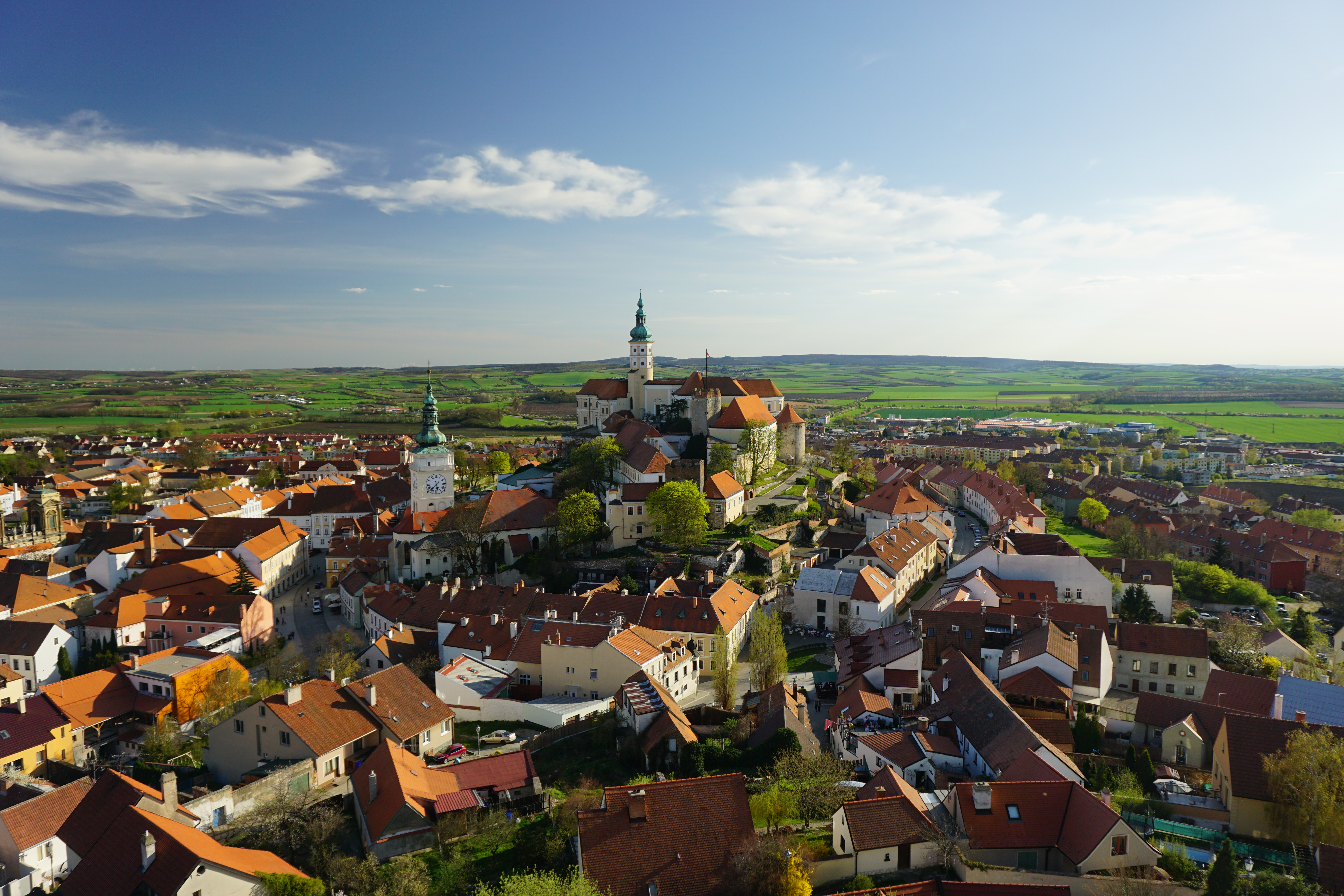
Mikulov városa a břeclavi járásban

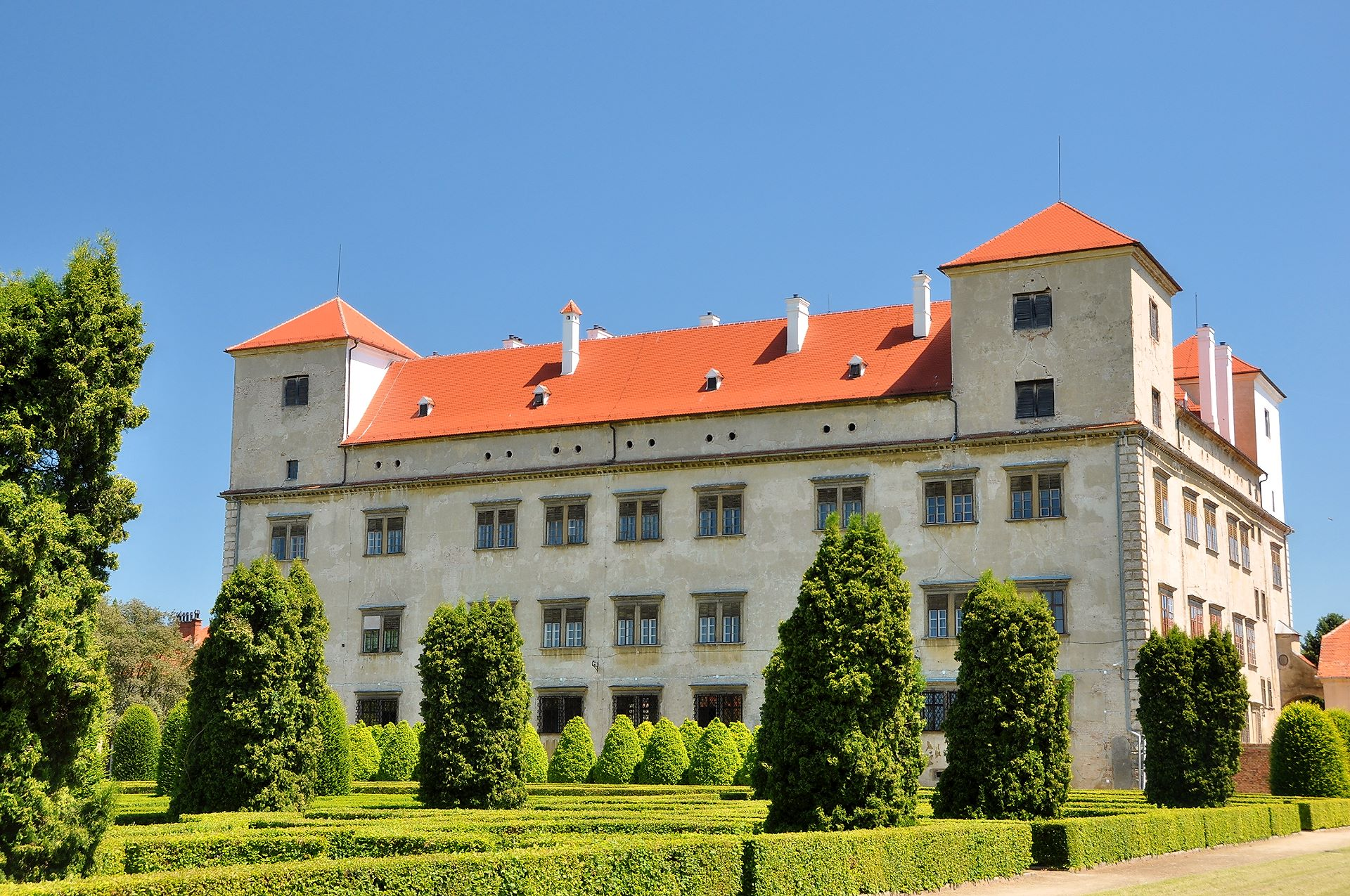
Bučovicei kastély

A kerületben 672 település van, ebből 21 kiterjesztett hatáskörű, 48 pedig város. Ezen kívül katonai terület is található itt.

### Legnagyobb települések
| Település          | Járás       | Népesség (2018) | Terület (km²) |
| ------------------ | ----------- | --------------- | ------------- |
| Brno               | Brno városi | 379 527         | 30,19         |
| Znojmo             | Znojmói     | 33 719          | 65,93         |
| Břeclav            | Břeclavi    | 24 797          | 77,11         |
| Hodonín            | Hodoníni    | 24 683          | 63,05         |
| Vyškov             | Vyškovi     | 20 999          | 50,40         |
| Blansko            | Blanskói    | 20 650          | 50,56         |
| Boskovice          | Blanskói    | 11 635          | 27,83         |
| Kyjov              | Hodoníni    | 11 295          | 29,88         |
| Veselí nad Moravou | Hodoníni    | 11 116          | 35,44         |
| Kuřim              | Brno-vidéki | 10 981          | 17,37         |
| Ivančice           | Brno-vidéki | 9697            | 47,57         |
| Tišnov             | Brno-vidéki | 9214            | 17,13         |
| Šlapanice          | Brno-vidéki | 7486            | 14,64         |
| Mikulov            | Břeclavi    | 7387            | 45,33         |
| Letovice           | Blanskói    | 6744            | 51,01         |
| Slavkov u Brna     | Vyškovi     | 6647            | 14,95         |
| Bučovice           | Vyškovi     | 6468            | 31,36         |
| Dubňany            | Hodoníni    | 6357            | 22,57         |
| Rosice             | Brno-vidéki | 6144            | 12,74         |
| Hustopeče          | Břeclavi    | 5928            | 24,53         |
| Moravský Krumlov   | Znojmói     | 5758            | 49,56         |
| Strážnice          | Hodoníni    | 5582            | 31,40         |

## Fordítás
- Ez a szócikk részben vagy egészben  a   South Moravian Region című angol Wikipédia-szócikk ezen változatának fordításán alapul.  Az eredeti cikk szerkesztőit annak laptörténete sorolja fel. Ez a jelzés csupán a megfogalmazás eredetét és a szerzői jogokat jelzi, nem szolgál a cikkben szereplő információk forrásmegjelöléseként.
- Ez a szócikk részben vagy egészben  a   Jihomoravský kraj című cseh Wikipédia-szócikk ezen változatának fordításán alapul.  Az eredeti cikk szerkesztőit annak laptörténete sorolja fel. Ez a jelzés csupán a megfogalmazás eredetét és a szerzői jogokat jelzi, nem szolgál a cikkben szereplő információk forrásmegjelöléseként.

## Külső hivatkozások
- Turisztikai honlap